# Свети Димитър Икономски
„Свети Димитър Икономски“ или „Свети Димитър Каравидски“ (на гръцки: Άγιος Δημήτριος Οικονόμου, Καραβιδά) е средновековна православна църква в град Костур (Кастория), Егейска Македония, Гърция. Храмът е част от Костурската епархия.

## Местоположение
Разположена е в Икономската енория, в близост до Първа костурска гимназия, от вътрешната страна на стените на Костурския акропол.

## История
Църквата е изградена в X или в XII – XIII век.
Стенописите в храма са от два периода. Първият слой е от времето на изграждането на храма и е в лошо състояние, а вторият, който покрива част от първия, е изпълнен в началото на XV век.
В 1924 година църквата е обявена за паметник на културата.